# St. John's University Women's Volleyball
La St. John's University Women's Volleyball è la squadra pallavolo femminile appartenente alla St. John's University, con sede a New York (New York): milita nella Big East Conference della NCAA Division I.

## Storia
Il programma di pallavolo femminile della St. John's viene fondato nel 1994 e affiliato alla vecchia Big East Conference, sotto la guida di Joanne Persico. Nel 2006 le Red Storm si qualificano per la prima volta alla post-season, dove raggiungono le Sweet Sixteen, mentre un anno dopo vincono il primo titolo di conference della propria storia, uscendo però di scena già al secondo turno del torneo NCAA. 
Nel 2013 il programma viene affiliato alla nuova Big East Conference, di cui si laurea campione per la prima volta nel 2019.

## Record
| Piazzamento          |   | Edizione                    |
| -------------------- | - | --------------------------- |
| Tornei NCAA          | 3 | Sweet Sixteen: 1 2006       |
| Tornei NCAA          | 3 | Secondo turno: 2 2007, 2019 |
| Titoli di conference | 2 | Big East Conference: 1 2007 |
| Titoli di conference | 2 | Big East Conference: 1 2019 |

## Conference
- Big East Conference: 1994-2012
- Big East Conference: 2013-

## All-America

### Third Team
- Hui Ping Huang (2007)

## Allenatori
- Joanne Persico: 1994-